# Evangelische Kirche Sulzbach (Taunus)

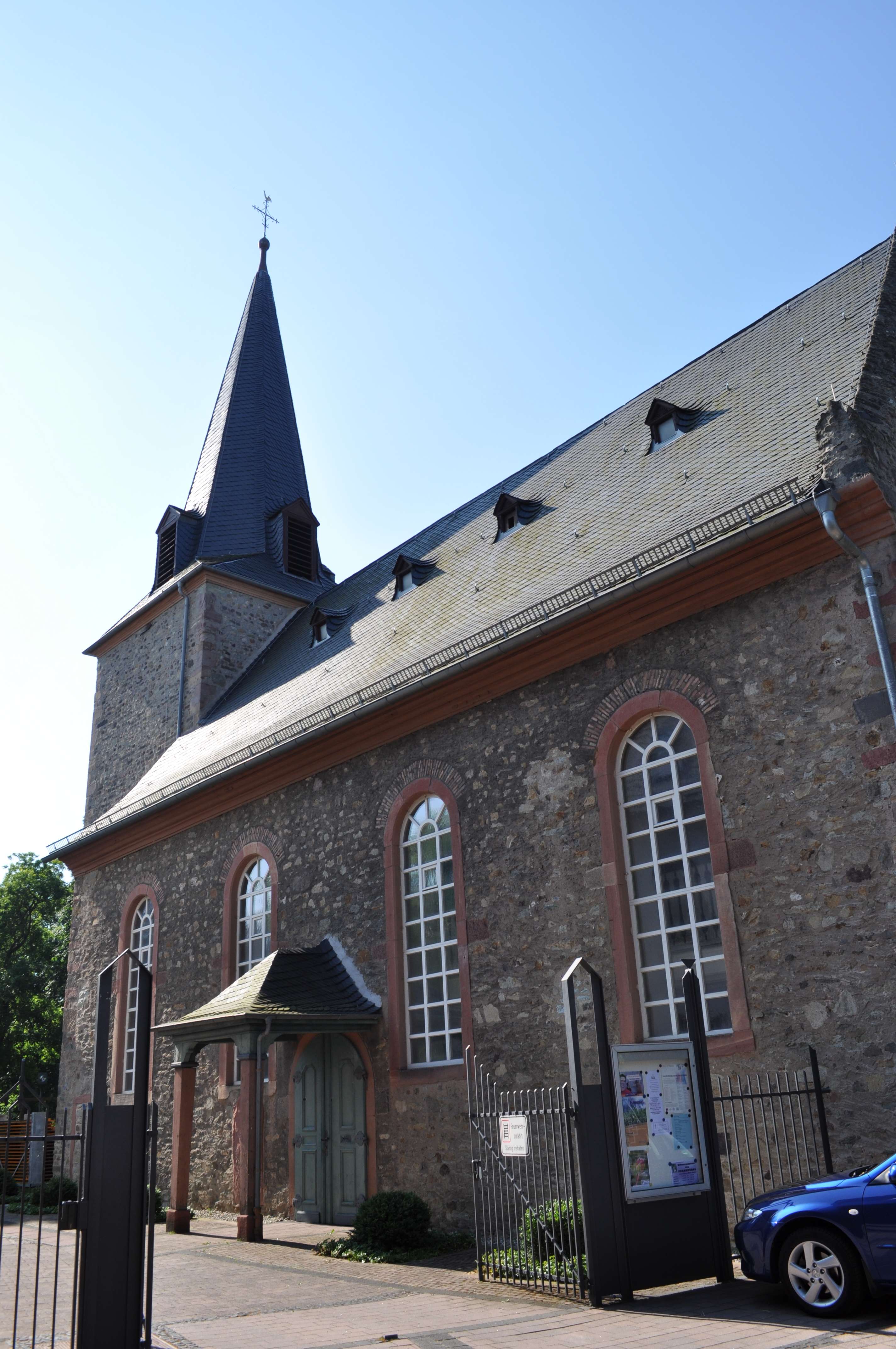
Evangelische Kirche Sulzbach (Taunus)

Die Evangelische Kirche Sulzbach (Taunus) ist ein denkmalgeschütztes Kirchengebäude, das in der Gemeinde Sulzbach im Main-Taunus-Kreis in Hessen steht. Die Kirchengemeinde gehört zum Dekanat Kronberg in der Propstei Rhein-Main der Evangelischen Kirche in Hessen und Nassau.

## Beschreibung
An den Chorturm, der ursprünglich zu einer Wehrkirche aus dem 11. Jahrhundert gehörte, wurde um 1500 die Apsis nach Osten angebaut. Der achtseitige, spitze, schiefergedeckte Helm wurde dem quadratischen Chorturm nach 1622 aufgesetzt. Er hat vier Dachgauben, die als Klangarkaden für die Kirchenglocken des Glockenstuhls dienen. Das Kirchenschiff des Vorgängerbaus von 1660 wurde 1724/25 erneuert. 
Der Chor ist mit einem Kreuzgratgewölbe, das Kirchenschiff mit einem flachen Tonnengewölbe überspannt. An den Längsseiten befinden sich zweistöckige Emporen, deren Brüstungen 1725 bis 1732 mit biblischen Szenen bemalt wurden. In der Achse vor dem Zugang zum Chor, unterhalb der Orgelempore steht der Altar. Die Orgel mit 24 Registern, zwei Manualen und einem Pedal wurde 1626 für die Frankfurter Katharinenkirche gebaut. 1778 kauften die Sulzbacher die Orgel. Sie wurde 1958 und 2001 durch G. F. Steinmeyer & Co. restauriert.